# Solanum forskalii
Solanum forskalii är en potatisväxtart som beskrevs av Michel Félix Dunal. Solanum forskalii ingår i släktet skattor som ingår i familjen potatisväxter. Inga underarter finns listade i Catalogue of Life.